# 짧은 여행의 끝
"짧은 여행의 끝"은 1993년에 개봉한 대한민국의 영화이다.

## 캐스팅
- 채해지
- 이얼
- 오동영
- 김남호
- 최성관
- 박상일
- 홍용기
- 김상헌
- 이순용
- 박재우
- 마두봉
- 이건호